# Reverse Address Resolution Protocol
Reverse Address Resolution Protocol (RARP) se v počítačových sítích s IP protokolem používá k získání vlastní IP adresy počítače při znalosti MAC adresy (tu každý počítač zná, má ji v trvalé paměti síťové karty).
Vysílající vyšle RARP dotaz (RARP request) obsahující vlastní MAC adresu. Dotaz se posílá na MAC broadcast, tedy všem počítačům v dané fyzické síti. V ní by se měl nacházet RARP server opatřený tabulkou obsahující IP adresy příslušející jednotlivým MAC adresám. Server prohlédne tabulku a pokud v ní najde MAC adresu tazatele, pošle mu zpět RARP odpověď (RARP reply) s IP adresou, kterou si má nastavit.
RARP umožňuje centrální správu IP adres, trpí však dvěma významnými nedostatky:
- Dotaz se posílá na fyzickou (MAC) broadcastovou adresu, nepřekročí tedy hranice fyzické sítě. V důsledku toho nelze mít v rozsáhlejší síti složené z několika podsítí jeden společný RARP server.
- Předává pouze IP adresu. Stanice však ke svému síťovému životu potřebuje více informací (masku podsítě, implicitní bránu, adresu DNS serveru). Tyto informace nelze přenášet prostřednictvím RARP.

Důsledkem těchto nevýhod je, že se RARP prakticky nepoužívá. Pro automatickou konfiguraci stanic se častěji nasazují lepší protokoly DHCP nebo BOOTP.
RARP je definováno v RFC 903 z roku 1984.